# Mechtild Schröder
Mechtild Schröder (auch manchmal Mechthild Schröder geschrieben; * 8. März 1932 in Kassel; † 14. Januar 2010 in Berlin) war eine deutsche Ärztin und baptistische Diakonisse. Über 16 Jahre leitete sie als Oberin die evangelisch-freikirchliche Diakoniegemeinschaft Bethel (Berlin). Zwölf Jahre gehörte sie der Bundesleitung an, dem obersten Leitungsgremium des Bundes Evangelisch-Freikirchlicher Gemeinden in Deutschland.

## Leben
Nach ihrem Abitur studierte Mechtild Schröder an der Medizinischen Fakultät der Friedrich-Alexander-Universität Erlangen-Nürnberg und promovierte dort im Jahr 1962 mit einer Arbeit zum Elastizitätshochdruck. Im Anschluss an ihr Studium absolvierte sie in Berlin die Facharztausbildung zur Anästhesistin. In dieser Zeit fand sie Kontakt zur Evangelisch-Freikirchlichen Gemeinde Lichterfelde-Ost und schloss sich ihr an. Nur kurze Zeit später trat sie der von Eduard Scheve im Jahr 1887 gegründeten Bethel-Schwesternschaft bei und bereitete sich auf den Einsatz als Missionsärztin vor. Unter der Schirmherrschaft der Europäisch-Baptistischen Föderation reiste sie 1969 nach Nord-Kamerun aus, wo sie bis einschließlich 1971 als Medizinerin wirkte. Über ihre dortige Tätigkeit liegt im Landeskirchlichen Archiv in Stuttgart ein ausführlicher Bericht vor.
Nach ihrer Rückkehr aus Afrika und einem dreimonatigen Reisedienst, mit dem sie für die Unterstützung der medizinischen Arbeit in Nord-Kamerun bei deutschen Baptistengemeinden warb, praktizierte Mechtild Schröder zunächst als Allgemeinmedizinerin. 1975 entsandte sie das Diakonissenhaus Bethel nach Welzheim. Dort hatte das evangelisch-freikirchliche Diakoniewerk das ehemalige Kreiskrankenhaus des Rems-Murr-Kreises erworben und Mechtild Schröder mit der Umstrukturierung der Einrichtung zu einer Fachklinik für Altersheilkunde  beauftragt und anschließend mit der Leitung der Klinik. Zu ihren Aufgaben gehörte auch der Aufbau einer freikirchlichen Diakoniestation. Heute arbeitet das Krankenhaus unter dem Namen Geriatrische Reha-Klinik Bethel Welzheim. Ihr angeschlossen ist ein 1980 eingeweihtes Seniorenzentrum sowie ein Pflegedienst. Noch während ihrer Welzheimer Zeit wurde Sr. Mechtild in die Leitung des Bundes Evangelisch-Freikirchlicher Gemeinden berufen. Dieses Amt hatte sie von 1975 bis 1986 inne.
Nach der Aufbauarbeit in Welzheim wurde Mechtild Schröder 1981 zur Oberin der Bethel-Schwesternschaft berufen. Damit war sie zugleich Vorstandsmitglied des Diakoniewerkes und der Diakoniegemeinschaft. In ihre Zeit als leitende Diakonisse fallen einige bedeutende Erweiterungen des Diakoniewerkes Bethel. So öffnete im Jahr 1984 das Seniorenhaus Bethel in der Berliner Morgensternstraße seine Pforten. 1991 startete in Berlin-Friedrichshain die Diakoniestation Bethel als erste Einrichtung dieser Art im Ostteil Berlins. 1994 wurden Seniorenzentren in Friedrichshain und Köpenick, die bis dahin in anderer Trägerschaft waren, von Bethel übernommen. Ein Jahr später fand die von Peter Dienel und anderen in den 1950er Jahren initiierte Einrichtung Jungenheim Steglitz ihre Aufnahme in den Bethel-Diakonieverband.
In Berlin-Zehlendorf wurde am 1. Oktober 1996 auf Initiative von Mechtild Schröder (Diakoniegemeinschaft Bethel) und Oberin Helga Heß (Evangelischer Diakonieverein Berlin-Zehlendorf e. V.) das ambulante Diakonie-Hospiz Wannsee gegründet.
Im Jahr 1997 ging Mechtild Schröder in den Ruhestand, arbeitete aber ehrenamtlich in verschiedenen diakonischen Bereichen im In- und Ausland weiter. So unterstützte sie zum Beispiel im Auftrag der Europäisch-Baptistischen Föderation sowohl in Georgien als auch in der polnischen Stadt Lodz den Aufbau einer Gesundheits- und Sozialfürsorge. Im Berliner Südwesten half sie beim Auf- und Ausbau des Bethel Hospizes Van-Delden, dessen Entstehung noch in ihre aktive Zeit als Oberin hineinreichte.
Mechtild Schröder verstarb nach kurzer schwerer Krankheit.

## Veröffentlichungen (Auswahl)
- Vorwort. In: Wolfgang Lorenz: „… und gibt der Welt das Leben“. Diakonie als Lebensäußerung des Evangeliums (= Freikirchliche Beiträge zur Theologie. Band 2: Diakonie). Geleitwort von Gerd Rudzio. WDL-Verlag, Berlin 2000, ISBN 3-932356-13-6.
- Vergleichende Darstellung der Perinatalmedizin in Chile und der Bundesrepublik Deutschland und ihre Hintergründe (Dissertation). Münster (Westfalen), Univ., Diss., 1991, DNB 920382932.
- Ethische Normen in der Krankenpflege. In: Deutsche Krankenpflegezeitschrift. Heft 7/1985, ISSN 0012-074X, S. 464–466.
- Der Elastizitätshochdruck. Kritisch-statistische und kreislaufanalytische Untersuchungen (Dissertation). Erlangen-Nürnberg, Med. Fak., Diss. vom 20. Dezember 1962, DNB 481895159.